# Ogygoptynx wetmorei
Ogygoptynx wetmorei — викопний вид сов, єдиний у родині Ogygoptyngidae. Мешкав у палеоцені в Північній Америці. Скам'янілі рештки виду знайдені у штаті Колорадо, США.